# مدسن (ویسکانسین)
مدسن (به انگلیسی: Madsen) یک منطقهٔ مسکونی در ایالات متحده آمریکا است که در شهرستان منیواک، ویسکانسین واقع شده‌است. مدسن ۲۴۸٫۱۱ متر بالاتر از سطح دریا قرار دارد.